# ماري كيت شيلهارت
ماري كيت شيلهارت (بالإنجليزية: Mary Kate Schellhardt)‏ هي ممثلة أمريكية، ولدت في 1 نوفمبر 1978 في الولايات المتحدة.

## أعمال

### أفلام
- (1993) ما الذي يضايق غيلبرت غريب
- (1995) أبولو 13[4][5][6]
- (1995) إطلاق سراح ويلي 2

### مسلسلات
- الفتاة الجديدة
- سكرابز
- هاوس

## وصلات خارجية
- ماري كيت شيلهارت على موقع IMDb (الإنجليزية)
- ماري كيت شيلهارت على موقع ألو سيني (الفرنسية)
- ماري كيت شيلهارت على موقع أول موفي (الإنجليزية)
- ماري كيت شيلهارت على موقع قاعدة بيانات الأفلام السويدية (السويدية)
- ماري كيت شيلهارت على موقع قاعدة بيانات الفيلم (الإنجليزية)
- ماري كيت شيلهارت على موقع كينوبويسك (الروسية)